# Forschungsinstitut für weltraumbezogenen Maschinenbau und Elektrotechnik Peking
Das Forschungsinstitut für weltraumbezogenen Maschinenbau und Elektrotechnik Peking (chinesisch 北京空間機電研究所 / 北京空间机电研究所, Pinyin Běijīng Kōngjiān Jīdiàn Yánjiūsuǒ, englisch Beijing Institute of Space Mechanics and Electricity bzw. BISME), auch bekannt als „Institut 508“ (五〇八所), ist eine Einrichtung der Chinesischen Akademie für Weltraumtechnologie im Straßenviertel Donggaodi des Stadtbezirks Fengtai, die sich schwerpunktmäßig mit der Entwicklung von optischen Fernerkundungsgeräten, Zündvorrichtungen, Verbundwerkstoffen, Lasermessgeräten und Landesystemen befasst.

## Geschichte
Die Geschichte des Instituts beginnt am 21. August 1958. An jenem Tag gründeten Qian Xuesen, Zhao Jiuzhang und der Geophysiker Wei Yiqing (卫一清, 1915–1988) im Zusammenhang mit dem „Projekt 581“ zur Entwicklung eines chinesischen Satelliten drei Ingenieurbüros:
- Ingenieurbüro 1001 (1001设计院, Gesamtplanung für Satellit und Trägerrakete)
- Ingenieurbüro 1002 (1002设计院, Steuersysteme)
- Ingenieurbüro 1003 (1003设计院, Nutzlast des Satelliten)

Seinerzeit war Shanghai eines der wenigen industriellen Zentren Chinas. Nach Verhandlungen zwischen der Chinesischen Akademie der Wissenschaften, der Trägerin des Satellitenprojekts, und dem Vorstand des Ortsverbands Shanghai der KPCh wurde das Ingenieurbüro 1001 von Peking nach Shanghai verlegt und in „Ingenieurbüro für Maschinenbau und Elektrotechnik Shanghai“ (上海机电设计院) umbenannt. Im November 1958 wurde Wang Xiji, damals Prodekan der Fakultät für Technische Mechanik (工程力学系) an der Jiaotong-Universität Shanghai, auf Anordnung des Ortsvorstands der KPCh als Chefingenieur an das Ingenieurbüro versetzt; seine Verwaltungsaufgaben an der Universität hatte er nebenbei weiter zu erfüllen. Stellvertretender Direktor des Ingenieurbüros wurde Yang Nansheng (杨南生, 1921–2013), bis dahin Leiter des Zentralen Entwicklungslabors der Automobilfabrik Nummer Eins in Changchun. Als Mitarbeiter wurden den beiden mehrere hundert höhersemestrige Studenten aus den Universitäten des ganzen Landes zugeteilt. Das Durchschnittsalter des technischen Personals am Ingenieurbüro lag bei 21 Jahren.
Damals war Qian Xuesen, der Leiter der „Gruppe 581“, der einzige Ingenieur in China, der sich – während seiner Zeit am California Institute of Technology – bereits mit Flüssigkeitsraketentriebwerken befasst hatte. In Shanghai hatte niemand Erfahrung auf diesem Gebiet. Als erster Schritt begann man dort mit der Entwicklung von Höhenforschungsraketen, wegen des chinesischen Ausdrucks 探空火箭, Pinyin Tànkōng Huǒjiàn, mit „T“ plus Seriennummer bezeichnet.
Zunächst wurden die Raketen nur auf dem Papier konstruiert, wobei als Treibstoff die bislang noch nicht erprobte Kombination aus Methanol und flüssigem Fluor ins Auge gefasst wurde. Das erste konkrete Modell, für das man versuchsweise bereits einige Teile hergestellt hatte, war eine zweistufige Rakete, wobei die erste Stufe die Bezeichnung T-3 trug, die zweite Stufe T-4. Das Problem war das als Oxidator verwendete Fluor, mit dem in der Theorie zwar ein hoher spezifischer Impuls des Triebwerks erreicht wurde, das die damals noch im Aufbau begriffene chemische Industrie Chinas jedoch nicht in ausreichender Menge zur Verfügung stellen konnte. Der Plan mit der zweistufigen Rakete wurde aufgegeben und ein kleineres Modell namens T-5 konstruiert, das als Diergol-Treibstoff Ethanol und Flüssigsauerstoff verwendete. Da China damals aber noch über keinen Prüfstand verfügte, auf dem ein derartiges Triebwerk hätte getestet werden können, wurde auch das Konzept der T-5 aufgegeben.
Die geplanten Raketen wurden immer kleiner, bis man schließlich bei der 5,30 m langen T-7M ankam, ein Prototy der späteren, 8 m langen T-7 (das „M“ stand für 模型火箭, Pinyin Móxíng Huǒjiàn, also „Modellrakete“). 
Die damaligen Arbeitsbedingungen waren sehr schlicht: für die Berechnung der Flugbahnen der Rakete standen nur einfache Kurbelrechenmaschinen und einige wenige elektrische Rechenmaschinen zur Verfügung, so dass zwanzig bis dreißig Leute im Schichtbetrieb hierfür anderthalb Monate brauchten. Für die Zündung der Rakete wurde von einer Taschenlampenbirne der Glaskolben entfernt und der Wolfram-Glühwendel in Schießbaumwolle gepackt. Auf dem damaligen Militärflughafen Jiangwan im Stadtbezirk Yangpu hatten sich die Techniker in einem alten Betonbunker der japanischen Besatzungstruppen einen halbwegs sicheren Prüfstand eingerichtet, bei dem das Triebwerk von außen durch die Schießscharten beobachtet werden konnte. Nach einem ersten Fehlstart im Januar 1960, bei dem eine Treibstoffleitung durch die Vibration gerissen war und austretender Treibstoff das Startgerüst in Brand gesetzt hatte, gelang schließlich am 19. Februar 1960 der Start einer T-7M, die bei jenem Versuch eine Höhe von 8 km erreichte.
Der Startplatz Laogang, einige Kilometer südlich des heutigen Shanghai Pudong International Airport, lag nah am Meer, was eine Bergung der an einem Fallschirm zur Erde zurückkehrenden Rakete bzw. der abgetrennten Nutzlastkapsel schwierig machte. Daher wurde ab März 1960 unter der Leitung von Yang Nansheng auf dem Gebiet des heutigen Verwaltungsdorfs Maolin in der Provinz Anhui die großzügig ausgestattete Basis 603 gebaut. Von dort starteten bis 1966 mehrere dutzend Höhenforschungsraketen der Typen T-7, T-7A und T-7A/S.
Mit diesen Raketen wurde unter der Leitung von Zhao Jiuzhang vom Institut für Geophysik der Akademie der Wissenschaften tatsächlich Höhenforschung betrieben. Vom Standpunkt des Ingenieurbüros aus gesehen waren diese Raketen jedoch nur Vorstudien für das eigentliche Satellitenprojekt. Während man dort ab Januar 1962 an der T-7A arbeitete, die Höhen von 100 km erreichen konnte,
begann man gleichzeitig mit den Planungen für eine lenkbare Rakete (T-8) und eine Trägerrakete, die einen Satelliten in die Umlaufbahn befördern konnte, die T-9.
Mittlerweile hatte man jedoch auf dem Kosmodrom Jiuquan gute Fortschritte bei der Entwicklung militärischer Boden-Boden-Raketen gemacht. Am 5. November 1960 war die erste, später Dongfeng 1 genannte Kurzstreckenrakete gestartet, und am 21. März 1962 fand der erste, wenn auch nur eine Minute dauernde Flug einer Mittelstreckenrakete statt. Daraufhin kam man bei der Führung des Landes zur Ansicht, dass man besser die bereits existierenden Boden-Boden-Raketen so umkonstruieren sollte, dass sie einen Satelliten in die Erdumlaufbahn tragen konnten. Die Arbeiten an der T-8 und der T-9 wurden im Januar 1963 gestoppt und das Ingenieurbüro dem 5. Forschungsinstitut des Verteidigungsministeriums unterstellt, das für die Entwicklung der militärischen Raketen zuständig war.
1964 gab Feldmarschall Nie Rongzhen, der Leiter der Kommission für Wehrtechnik der Volksbefreiungsarmee, die offizielle Anweisung, dass das Ingenieurbüro die Oberaufsicht beim Bau der geplanten Trägerrakete zu übernehmen habe. Als das 5. Forschungsinstitut schließlich per Beschluss des Nationalen Volkskongresses vom 4. Januar 1965 aus dem Verteidigungsministerium ausgelagert und in das eigenständige „Siebte Ministerium für Maschinenbauindustrie“ umgewandelt wurde, wurde die Shanghaier Einrichtung diesem als „8. Ingenieurbüro“ (七机部第八设计院) unterstellt. Das gesamte Büro wurde nach Peking verlegt und bezog einen Gebäudekomplex an der Südlichen Dahongmen-Straße im Stadtbezirk Fengtai, direkt gegenüber der Fabrik 211 (heute „Hauptstädtische Raumflugkörper GmbH“), wo die 1. Akademie des Siebten Ministeriums (die heutige Akademie für Trägerraketentechnologie) die Dongfeng-Raketen baute.
Während Yang Nansheng nach dem Umzug als stellvertretender Direktor zur 4. Akademie des Siebten Ministeriums, der heutigen Akademie für Feststoffraketentriebwerkstechnik, versetzt wurde,
blieb Wang Xiji Chefingenieur beim 8. Ingenieurbüro. Nach sorgfältigem Studium des militärischen Materials und der vom Projektierungsinstitut 651 der Chinesischen Akademie der Wissenschaften im Hinblick auf den dort konstruierten Satelliten erarbeiteten Anforderungen für eine Trägerrakete kam Wang Xiji zu dem Schluss, dass Nie Rongzhens Plan mit dem Umbau einer bereits existierenden Boden-Boden-Rakete nicht durchführbar war. Stattdessen schlugen er und seine Kollegen vor, auf die am 29. Juni 1964 erfolgreich gestartete, zweistufige Mittelstreckenrakete Dongfeng 2A eine dritte Stufe mit einem Feststoffraketentriebwerk zu setzen, die von der 4. Akademie entwickelt werden sollte.
Dieses Konzept stellte deutlich höhere Anforderungen an die Zündvorrichtung der Feststoffrakete als bei der T-7, wo der Feststoff-Booster die erste Stufe bildete und vom Boden aus gezündet wurde. Aus diesem Grund baute die 4. Akademie zunächst eine 2,2 m lange Versuchsrakete mit dem „Feststoffraketentriebwerk 01A“ (固体火箭发动机, Pinyin Gùtǐ Huǒjiàn Fādòngjī, daher kurz „GF-01A“). 
Diese zusätzliche Stufe wurde vom 8. Ingenieurbüro auf eine T-7A montiert. Am 8. und am 20. August 1968 wurde die Kombination vom Kosmodrom Jiuquan aus gestartet, wobei die später bei der 3. Stufe der Satelliten-Trägerrakete Changzheng 1 zum Einsatz kommende Zündvorrichtung beim ersten Versuch in einigen dutzend Kilometern Höhe und beim zweiten Versuch in einer Höhe von 320 km zuverlässig zündete.
1966 war die Kulturrevolution ausgebrochen, aber da die Raketenbauer unter dem Schutz der Kommission für Wehrtechnik der Volksbefreiungsarmee standen, gingen die Arbeiten trotz der unendlichen, absolut sachfremden Kampf- und Kritiksitzungen für die damaligen Verhältnisse relativ gut voran. Das 8. Ingenieurbüro hatte die Oberaufsicht, die 1. Akademie baute auf der gegenüberliegenden Straßenseite die 1. und 2. Stufe, die 4. Akademie die 3. Stufe der Changzheng 1. Nach den erfolgreichen Tests im August 1968 war die Projektierungsphase im Prinzip abgeschlossen. Das 8. Ingenieurbüro gab daraufhin die Federführung bei der Rakete an die 1. Akademie ab. Nach einem ersten Fehlstart am 16. November 1969 hob am 24. April 1970 Chinas erster, 173 kg schwerer Satellit Dong Fang Hong I vom Kosmodrom Jiuquan ins Weltall ab.
Bereits am 20. Februar 1968 war auf Vorschlag von Nie Rongzhen unter dem Dach des Siebten Ministeriums aus einer ganzen Reihe von Forschungsinstituten und feinmechanischen Fabriken die „5. Akademie“ gebildet worden, auch damals schon als „Akademie für Weltraumtechnologie“ bekannt. Dort sollte man sich speziell mit der Entwicklung von Raumflugkörpern befassen, zunächst Satelliten, später auch bemannte Raumschiffe und Tiefraumsonden. Neben dem Ingenieurbüro für Satellitenbau der Chinesischen Akademie der Wissenschaften war das 8. Ingenieurbüro eines der Institute, die die neue Akademie bildeten. Aus „5. Akademie“ und „8. Büro“ wurde die Bezeichnung „Institut 508“ (五〇八所) gebildet. 
Parallel zur Arbeit an dem Satelliten, dem im Mai 1966 von der Wehrtechnik-Kommission der Name Dong Fang Hong I gegeben wurde, hatte die Akademie der Wissenschaften im August 1965 mit der Entwicklung eines Satelliten begonnen, der unbeschadet zur Erde zurückkehren konnte. Im Juni 1966 wurde zunächst am Ingenieurbüro für Satellitenbau eine Arbeitsgruppe Rückkehrsatellit gebildet, deren Leitung Wang Xiji neben seinen Aufgaben beim 8. Ingenieurbüro übernahm.
Nach der Gründung der 5. Akademie trieb Wang die Planungsarbeiten verstärkt voran, nun auch mit Augenmerk auf die finanziellen Aspekte und die technische Machbarkeit unter den real existierenden Bedingungen im China der Kulturrevolution.
Da das damalige Ingenieurbüro für Maschinenbau und Elektrotechnik Shanghai bereits während der Entwicklung der Höhenforschungsrakete T-7 Erfahrung mit Landesystemen gesammelt hatte – der auf dem Scheitelpunkt der Flugbahn abgetrennte Nutzlastkopf und die Rakete selbst kehrten an Fallschirmen zu Erde zurück – fiel es dem Institut 508 zu, die entsprechenden Systeme für den Rückkehrsatelliten zu entwickeln. Hierzu wurden unter der Leitung von Lin Huabao (林华宝, 1931–2003), der von Anfang an beim Ingenieurbüro 1001 dabei gewesen war, 
meist in der Badain-Jaran-Wüste beim Kosmodrom Jiuquan, aber auch auf der Steppe bei Ulanqab und in den Schilfmarschen bei Tianjin, insgesamt 58 Fallversuche durchgeführt, bei denen Modelle des Satelliten, teils verkleinert und nur einige dutzend Kilogramm schwer, teils in Originalgröße mit mehreren hundert Kilogramm, aus einem in verschiedenen Höhen und mit verschiedenen Geschwindigkeiten fliegenden Flugzeug abgeworfen und das Funktionieren der Fallschirmauslösung getestet wurde, während gleichzeitig Daten über Fallgeschwindigkeit etc. aufgezeichnet wurden.
Zwischen 1975 und 2005 wurden vom Kosmodrom Jiuquan aus insgesamt 22 Rückkehr-Satelliten der Bahnbrecher-Serie gestartet. Wenn auch bei den ersten Exemplaren die Landestelle teils hunderte von Kilometern von dem geplanten Ort entfernt lag, kehrten sie doch – mit einer Ausnahme 1993 – alle sicher zur Erde zurück.
Natürlich wurde die Entwicklung der Landesysteme für die bemannten Shenzhou-Raumschiffe ebenfalls dem Institut 508 übertragen, 
wo seit 2003 Gao Shuyi (高树义, * 1973) Chefingenieur des „Labors für die Landetechnologie bei zurückkehrenden Raumflugkörpern“ (航天器回收着陆技术研究室) ist. Gao Shuyi war seit 1996 an der Entwicklung der Systeme beteiligt und hatte 2001 die harte Landung von Shenzhou 2 miterlebt.
Nach der Entwicklung eines verbesserten Landesystems gab es jedoch ab Shenzhou 3 (2002) keine Probleme mehr.

## Arbeitsgebiete
Heute firmiert das Institut 508, von älteren Mitarbeitern immer noch „8. Büro“ (八院) genannt, nach außen als „Forschungsinstitut für weltraumbezogenen Maschinenbau und Elektrotechnik Peking“. Auf dem Campus an der Südlichen Dahongmen-Straße wird nicht mehr nur Entwicklungsarbeit betrieben, sondern auch Grundlagenforschung, Produktion und Tests. Derzeit ist man in sechs Fachbereichen tätig:
- Landesysteme
  - Instrumentenkapseln von Höhenforschungsraketen
  - Rückkehrsatelliten
  - Shenzhou-Raumschiffe (Fallschirm und Bremsraketen)
  - Bemanntes Raumschiff der neuen Generation (Fallschirm und Airbags)
  - Drohnen
  - Sprengkopflose Testraketen
  - Mehrfachsprenköpfe
  - Tiefraumsonden (Mond, Mars, Asteroiden, getestet auf dem Mehrzweck-Versuchsgelände für Landungen auf fremden Himmelskörpern in Huailai)
- Optische Fernerkundung aus dem Weltall
  - Rückkehrsatelliten
  - Yaogan Weixing
  - Gaofen Duomo[20][21]
  - China-Brazil Earth Resources Satellite Program (die panchromatische Multispektralkamera)[22]
  - Meeresforschung[23]
  - Umweltschäden
  - Kartographierung fremder Himmelskörper
- Optische Fernerkundung aus Flugzeugen, Luftschiffen und Drohnen
  - Teleobjektiv-Kameras für Aufnahmen aus schrägem Blickwinkel
  - Multispektralkameras
  - An einem Seil geschleppte optoelektronische Geräte
  - Kameras für Topografie und Kartografie
- Lasermessung im Weltall
  - Lidar
  - Elektrooptische Entfernungsmessung
- Zündvorrichtungen
  - Verkleinert
  - Niedriger Impuls
  - Splitterfrei
- Techniken zur Bearbeitung und Herstellung von Komponenten aus Verbundwerkstoffen
  - Faserverstärkter Kunststoff
  - Sandwichplatten mit Wabenkern[24][25]

Außerdem besitzt das Institut im Dorf Zhuzhuang (朱庄村) der Großgemeinde Changziying (长子营镇) im Osten des Stadtbezirks Daxing eine Fabrikhalle, wo die Statik von Raumflugkörpern geprüft werden kann. So wurde dort zum Beispiel im Mai 2015 die kugelförmige Schleusensektion des Kernmoduls der Chinesischen Raumstation getestet, an der neben den andockenden Raumschiffen ständig zwei Wissenschaftsmodule von jeweils 22 t hängen.
2016, kurz nachdem Premierminister Li Keqiang im Rahmen des Marsprogramms der Volksrepublik China den Bau der später unter dem Namen Tianwen-1 bekannten Sonde genehmigt hatte, begann der Fachbereich Landesysteme mit der Entwicklung eines Überschallfallschirms für den Lander der Sonde. Während die Shenzhou-Raumschiffe, oder auch die Rückkehrkapseln der Mondsonden, durch den Strömungswiderstand in der dichten Atmosphäre der Erde bereits auf weniger als die Schallgeschwindigkeit abgebremst haben, wenn der Fallschirm auslöst, hatte der Mars-Lander zu diesem Zeitpunkt noch eine Geschwindigkeit von 460 m/s, also etwa das anderthalbfache der Schallgeschwindigkeit. Dies stellte eine große Herausforderung dar. Der Fallschirm mit einem gezackten Luftdurchlass-Streifen nahe am äußeren Rand wurde zunächst im Windkanal getestet, dann 2018 mit Höhenforschungsraketen vom Typ Tianying 6 der Akademie für Feststoffraketentriebwerkstechnik in Höhen von 30–54 km geschossen, wo die Luft so dünn ist wie auf dem Mars in 4 km Höhe. Die Tests auf dem Abfangraketen-Testgelände Korla gestalteten sich schwierig, am 14. Mai 2021 landete die Sonde dann jedoch erfolgreich auf dem Mars.